# オカヤマ・サンカク・ストーリー
オカヤマ・サンカク・ストーリーは、岡山県男女共同参画課が開発した、体験型啓発キットである。岡山県が公開しているネットゲーム版と、岡山県内の高校に配布しているCD-ROM版がある。純粋にゲームとして楽しめるストーリーモードと、研修会用のプレゼンテーションモードがある。サンカク・ストーリーのサイトでは、講師用のテキストもダウンロードできる。